# Polish Juniors 2008
Das Polish Juniors 2008 fand als bedeutendstes internationales Nachwuchsturnier von Polen im Badminton vom 18. bis zum 20. Januar 2008 statt. Es war die 19. Auflage der Veranstaltung.

## Sieger und Platzierte
| Disziplin    | Gold                           | Silber                           | Bronze                                     |
| ------------ | ------------------------------ | -------------------------------- | ------------------------------------------ |
| Herreneinzel | Matevž Bajuk                   | David Obernosterer               | Lukáš Zevl                                 |
| Herreneinzel | Matevž Bajuk                   | David Obernosterer               | Luka Wraber                                |
| Dameneinzel  | Mariya Ulitina                 | Natalya Voytsekh                 | Petra Petranović                           |
| Dameneinzel  | Mariya Ulitina                 | Natalya Voytsekh                 | Šárka Křížková                             |
| Herrendoppel | Matevž Bajuk Aljoša Turk       | Igor Čimbur Zvonimir Hölbling    | Sergiy Garist Mykola Lagutin               |
| Herrendoppel | Matevž Bajuk Aljoša Turk       | Igor Čimbur Zvonimir Hölbling    | David Obernosterer Luka Wraber             |
| Damendoppel  | Petra Hofmanová Šárka Křížková | Agata Świst Aneta Wojtkowska     | Olga Nadtochiy Mariya Ulitina              |
| Damendoppel  | Petra Hofmanová Šárka Křížková | Agata Świst Aneta Wojtkowska     | Valeriya Khokhlova Krystyna Varfolomyeyeva |
| Mixed        | Adrian Dziółko Ewa Piotrowska  | Denys Panchenko Natalya Voytsekh | Dmytro Katsaruba Mariya Ulitina            |
| Mixed        | Adrian Dziółko Ewa Piotrowska  | Denys Panchenko Natalya Voytsekh | Mikuláš Skála Šárka Křížková               |